# Aleksandr Borodaj
Alekandr Jurjewicz Borodaj (ros. Александр Юрьевич Бородай; ur. 25 lipca 1972 w Moskwie) – rosyjski generał major FSB, politolog, dziennikarz, były samozwańczy premier nieuznawanej Donieckiej Republiki Ludowej, która zadeklarowała niezależność od Ukrainy. Został mianowany na to stanowisko przez Radę Najwyższą DRL 16 maja 2014 roku. Borodaj był wcześniej doradcą politycznym premiera Republiki Autonomicznej Krymu, Siergieja Aksionowa.

## Życiorys
Aleksandr Borodaj jest synem Jurija Borodaja (1934–2006), rosyjskiego wykładowcy filozofii, męża Piamy Gajdenko. Ukończył filozofię na Moskiewskim Uniwersytecie Państwowym. W 2002 roku został zastępcą dyrektora FSB w randze generała majora. Obecnie mieszka w Moskwie, swoje pojawienie się na terenie wschodniej Ukrainy przedstawił jako prywatny przyjazd w charakterze „profesjonalnego konsultanta”, którego nie należy wiązać w żaden sposób z działalnością rosyjskich służb specjalnych. Jego następcą został Aleksandr Zacharczenko.
W 2021 został wybrany do rosyjskiej Dumy Państwowej jako kandydat partii Jedna Rosja.